# Requin nain
Espèce
Répartition géographique
Statut de conservation UICN

 LC  : Préoccupation mineure
Squaliolus laticaudus
Le squale nain ou requin nain (Squaliolus laticaudus) est une espèce de requin de la famille des Dalatiidae qui se rencontre dans pratiquement tous les océans aux latitudes comprises entre le 48°N et le 40°S et à une profondeur de -200 à −1 200 m.

## Description
Squaliolus laticaudus est un requin de couleur noire qui mesure jusqu'à 22 cm pour le mâle et 25 cm pour la femelle.

## Régime alimentaire
Squaliolus laticaudus se nourrit de calmars et de poissons des grandes profondeurs (poissons-lanternes, Gonostomatidés, Idiacanthidés...). Il suivrait ses proies en fonction de leurs déplacements quotidiens, plus près du fond en journée et remontant à −200 m la nuit.